# مینوتور (خانواده راکتی)

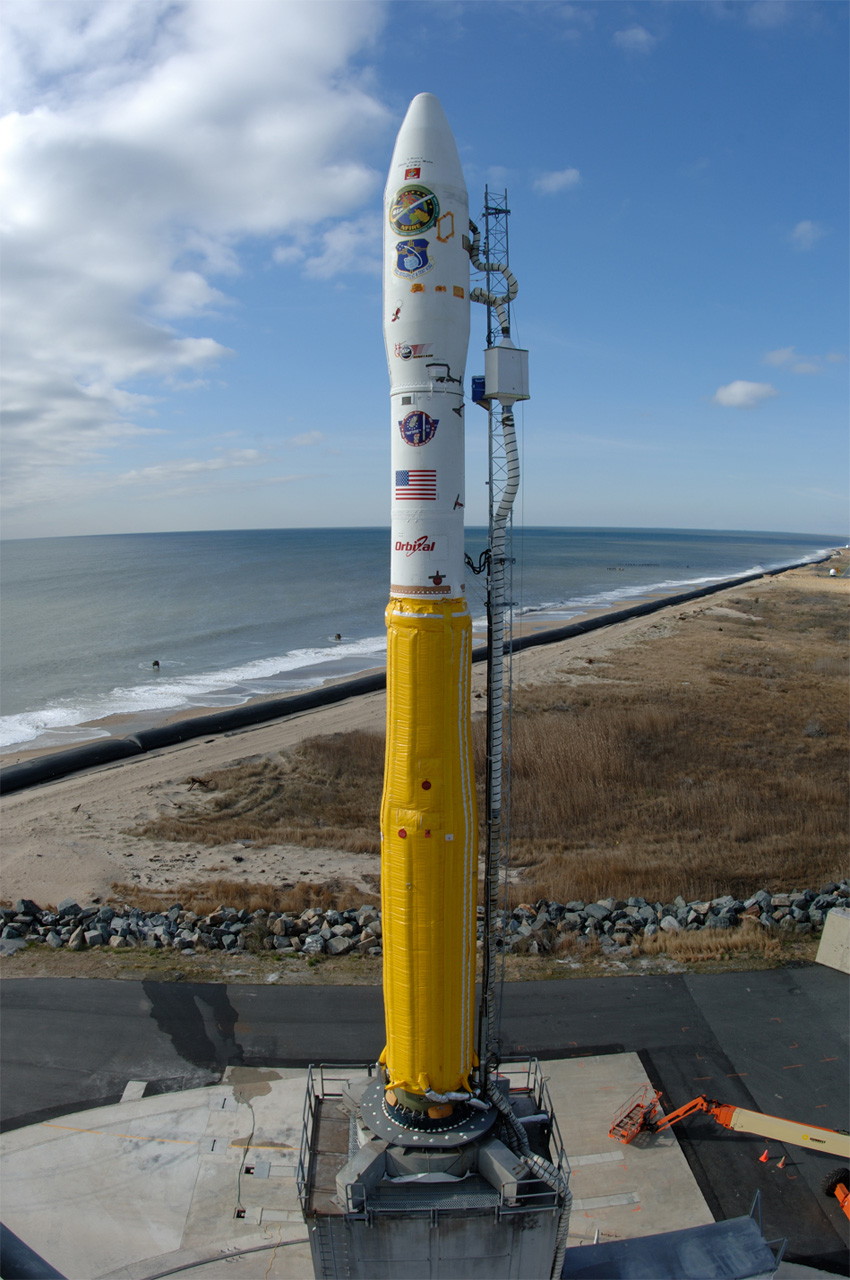
ماهوارهٔ نظامی نیرفیلد (ان‌اف‌آی‌آرای NFIRE) آزمایش مادون قرمز بر روی یک موشک مینوتور ۱

موشک مینوتور (به انگلیسی: Minotaur (rocket family))، یک خانواده از راکت‌های سوخت جامد آمریکا است که (واژه و نیز تکنولوژی) با استفاده از مینیت‌من و موشک بالستیک قاره‌پیمای پیسکیپر به دست آمده‌است. آنها توسط شرکت اوربیتال ساینسز کورپوریشن (علوم مداری) از طریق قرارداد با سازمان توسعه فضای مرکز فضایی و سیستم‌های موشکی نیروی هوایی و آزمون اداره (SMC/SD مرکز تولیدات نیروی هوایی برای توسعه و دستیابی به سیستم‌های فضایی و موشکی) به عنوان بخشی از سیستم‌های موشکی نیروی هوایی ساخته و راه‌اندازی شده‌است؛ برنامه‌ای که موشک‌های بالستیک قاره‌پیمای بازنشسته را برای سازمان‌های دولت ایالات متحده واگردانی می‌کند.
سه گونه از این مینوتور در حال حاضر به خدمت گرفته شده‌اند. مینوتور ۱ بک وسیله پرتاب ماهواره‌های کوچک به مدار نزدیک زمین است در حالی که مینوتور ۲ یک وسیلهٔ نقلیه پرتاب به هدف (تی‌ال‌وی TLV) است که به نام (کَیمِرا: خیال واهی) هم نامیده شده و برای استفاده در پروازهای زیر مداری استفاده می‌شود، و معمولاً به عنوان یک هدف برای ردیابی و آزمایش‌های موشک ضدبالیستیک به کار می‌رود. مینوتور ۴ یک سیستم راه‌اندازی (تی‌ال‌وی TLV) با توانایی بیشتر برای بردن به مدار نزدیک زمین است. میناتور ۵، که برای رسیدن به مدار بالاتر ساخته شده، از جمله مدار انتقال زمین‌آهنگ (جی‌تی‌اُ GTO) و مدار انتقال قمری (تی‌ال‌آی TLI) یا (ترانس قمری). طرح همچنان در حال توسعه مینوتور ۳، همچنان برای پروازهای زیر مداری استفاده می‌شود. میناتور ۱ و میناتور ۲ از طرح موشکی مینیت‌من و میناتور ۳، ۴، و ۵، از سلاح «پیسکیپر» (صلح‌بان) مشتق شده‌اند.